# Aphanius chantrei
Aphanius chantrei је зракоперка из реда Cyprinodontiformes и фамилије Cyprinodontidae. 

## Угроженост
Ова врста је наведена као последња брига, јер има широко распрострањење и честа је врста.

## Распрострањење
Ареал врсте је ограничен на једну државу. 
Турска је једино познато природно станиште врсте.

## Станиште
Станиште врсте су слатководна подручја. 